# 157 aC
El 157 aC  va ser un any del calendari romà prejulià. Durant la República i l'Imperi Romà es coneixia com l'Any del Consolat de Cèsar i Orestes o també any 597 Ab urbe condita o de la fundació de la ciutat). L'ús del nom «157 aC» per referir-se a aquest any es remunta a l'alta edat mitjana, quan el sistema Anno Domini va ser el mètode de numeració dels anys més comú a Europa.

## Esdeveniments

### Àsia Menor
- Ariarates V, rei de Capadòcia, que havia estat expulsat del regne per Demetri I Soter, rei selèucida i s'havia refugiat a Roma, és reposat en el tron pels romans. Es creu que el rei usurpador Orofernes, posat per Demetri I, va quedar associat al govern.[2]

### República Romana
- Aquest any són elegits cònsols Sext Juli Cèsar i Luci Aureli Orestes. Apareixen esmentats als Fasti. Plini el Vell també els menciona, però del seu període de govern no queda record de cap fet especial.[3][4]
- Cató el Censor va a Cartago com a emissari dels romans per parlar amb el seu antic aliat, Masinissa I. Durant la seva estada a Cartago, Cató es queda tan impressionat per les proves de la prosperitat cartaginesa que es convenç que la seguretat de Roma depèn de l'aniquilació de Cartago.[5]

## Naixements
- Gai Mari, cap del partit popular a Roma i cònsol romà diverses vegades. (mor l'any 86 aC).[6]
- Sanatroces I de Pàrtia, data aproximada, rei de l'Imperi Part (mor l'any 70 aC).[7]

## Necrològiques
- Càrops el jove, governant epirota, deposat del seu regne l'any 159 aC, mor a Brundisium.[8]
- Wen de Han, emperador de la Xina des de l'any 180 aC. (nascut el 202 aC).[9]